# Sagrina
Sagrina, en ocasiones erróneamente denominado Sagraina, es un género de foraminífero bentónico de la subfamilia Tubulogenerininae, de la familia Siphogenerinoididae, de la superfamilia Buliminoidea, del suborden Buliminina y del orden Buliminida. Su especie tipo es Sagrina pulchella. Su rango cronoestratigráfico abarca el Holoceno.

## Discusión
Clasificaciones previas incluían Sagrina en el suborden Rotaliina del orden Rotaliida.

## Clasificación
Se han descrito numerosas especies de Sagrina. Entre las especies más interesantes o más conocidas destacan:
- Sagrina australiensis
- Sagrina pulchella
- Sagrina sydneyensis

Un listado completo de las especies descritas en el género Sagrina puede verse en el siguiente anexo.